# Ulrike Scheel
Ulrike Scheel (* im 20. Jahrhundert in Dortmund) ist eine deutsche Tanz- und Bewegungslehrerin sowie Theater- und Fernsehschauspielerin.

## Leben
Nach ihrem Abitur in Schwerte arbeitete Scheel als Tanz- und Bewegungslehrerin. Später folgten zahlreiche Auftritte auf Theaterbühnen und im Fernsehen. Sie hatte Engagements am Kölner- und Düsseldorfer Schauspielhaus. Einem breiten Publikum bekannt wurde Scheel vor allem durch ihre Rolle als Friseurin Ute Weigel in der ARD-Serie Lindenstraße. Sie trat vereinzelt auch unter den Namen Rieke Scheel und Rike Scheel auf.

## Filmografie
- 1994: Hallo, Onkel Doc! (Fernsehserie, 1 Folge)
- 1994: Die Wache (Fernsehserie, 1 Folge)
- 1996: Mit einem Bein im Grab (Fernsehserie, 1 Folge)
- 1999–2004: Lindenstraße (Fernsehserie)